# Incident des armes nucléaires de l'USAF en 2007
 (septembre 2017).
L'incident des armes nucléaires de l'US Air Force a eu lieu sur les bases militaires aériennes de Minot et Barksdale les 29 et 30 août 2007. Six missiles de croisière AGM-129 ACM, munis chacun d'une tête nucléaire W80 à rendement variable, auraient été chargés par erreur dans un bombardier lourd B-52H de l'United States Air Force (USAF) à Minot et transportés à Barksdale. Les têtes nucléaires des missiles auraient dû être retirées avant de sortir ceux-ci de leur bunker de stockage. Aucun rapport n'a signalé la disparition des ogives nucléaires, qui sont restées montées sur l'appareil, à Minot et à Barksdale, pendant une durée de 36 heures. Pendant cette période, les têtes nucléaires n'ont pas fait l'objet des mesures de sécurité obligatoires pour les armes nucléaires.
L'incident a été signalé aux plus hauts niveaux de l'armée des États-Unis et désigné par les observateurs comme « Bent Spear » (lance pliée), ce qui indique un incident d'arme nucléaire de niveau significatif, mais n'implique pas la menace immédiate d'une guerre nucléaire.
En réponse à cet incident, le département de la Défense des États-Unis (DoD) et la United States Air Force ont mené une enquête dont les résultats ont été donnés le 19 octobre 2007. L'enquête a conclu que les règles de manipulation des armes nucléaires et les procédures n'avaient pas été respectées par un grand nombre de personnes de l'USAF impliquées dans cet incident. En conséquence, quatre commandants de l'USAF ont été relevés de leur commandement, de nombreux autres membres de l'USAF ont été sanctionnés et/ou décertifiés pour avoir effectué certains types de fonctions sensibles ; par ailleurs, les missions de transport de missiles de croisière nucléaire à partir de Minot ont été suspendues ainsi que les opérations sur armes nucléaires. De plus, l'USAF a introduit de nouvelles instructions et procédures de manutention des armes nucléaires.
Des enquêtes distinctes par le bureau scientifique de la Défense des États-Unis (Défense Science Board) et un ensemble de hauts-gradés de l'US Air Force ont rapporté l'existence de problèmes concernant les procédures et les processus de maniement des armes nucléaires au sein du ministère de la Défense, mais n'ont pas trouvé de défaillances sur la sécurité des armes nucléaires des États-Unis. Sur la base entre autres de ces incidents, les démissions du secrétaire à la Force aérienne, Michael Wynne et du chef d'état-major de l'Armée de l'Air, le général T. Michael Moseley ont été réclamées le 5 juin 2008, et obtenues. En octobre 2008, en réponse aux recommandations d'un comité d'examen, l'USAF a annoncé la création de l'Air Force Global Strike Command pour contrôler tous les bombardiers nucléaires, les missiles et le personnel de l'USAF.

## Contexte
En août 2007, les bases militaires aériennes de Minot et Barksdale accueillent respectivement les escadres du 5th et du 2nd Bomb Wing tous deux sous le commandement de la 8th Air Force, également basée à Barksdale. La 8th fait alors partie de l'Air Combat Command (ACC) dans l'USAF (United States Air Force). Au moment de l'incident, le 5BW est commandé par le Colonel Bruce Emig, le 2BW par le colonel Robert Wheeler, la 8th Air Force par le lieutenant général Robert J. Elder, Jr (en), et l'ACC par le général Ronald Keys (en).
Le 5BW, selon la déclaration de l'USAF sur les missions des escadres, fait partie, avec ses bombardiers B-52, des forces de combat stratégiques et conventionnelles. La partie « stratégique » des missions de la cinquième escadre inclut la capacité d'activer des armes nucléaires contre des cibles potentielles du monde entier. Ainsi, la base de Minot stocke et entretient un arsenal disponible de bombes nucléaires, ogives nucléaires et vecteurs associés, y compris le missile de croisière avancé AGM-129 ACM.

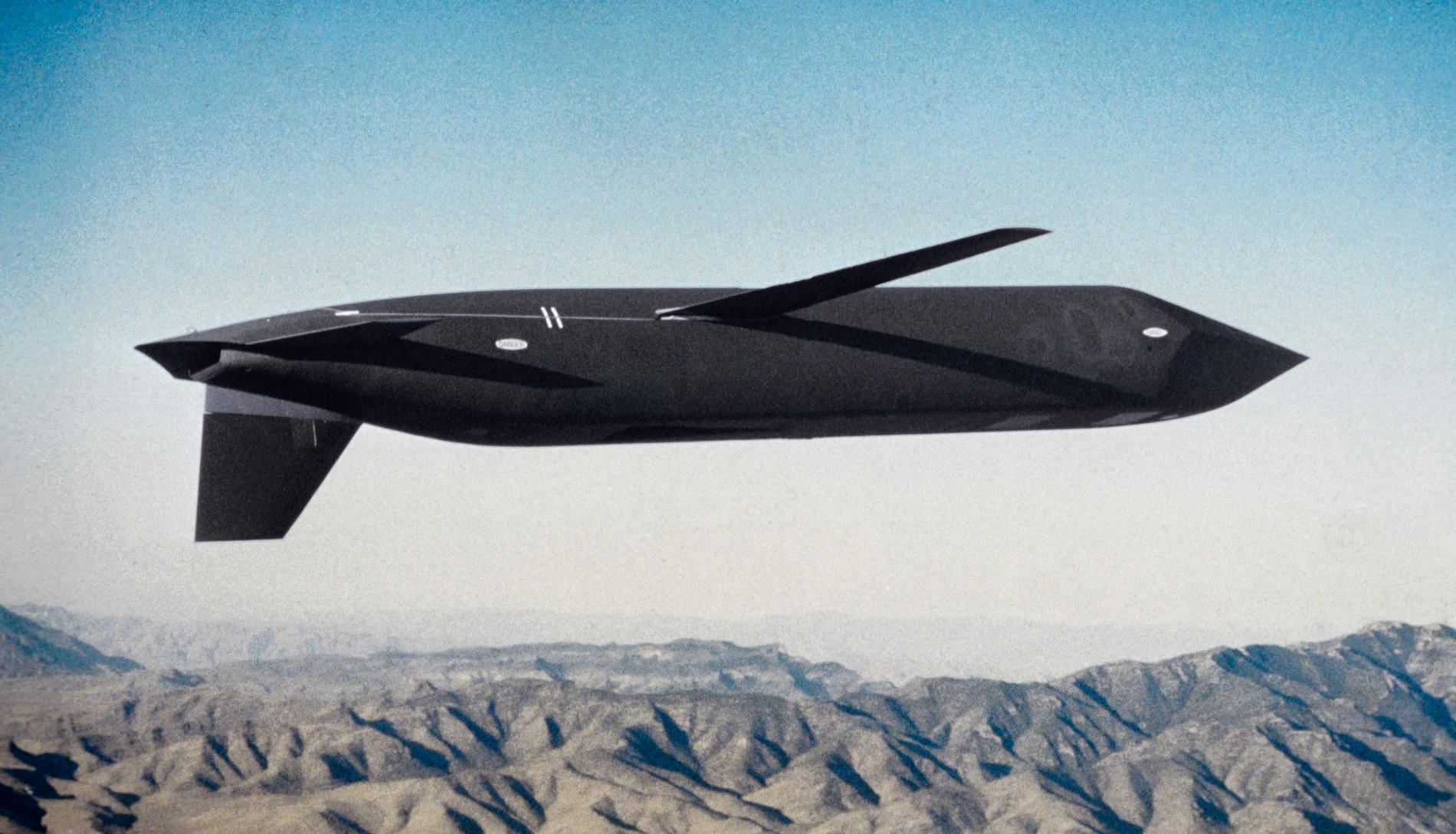
Un missile de croisière AGM-129 en vol.

L'AGM-129 ACM a été mis en service en 1987 comme une plate-forme de missiles de croisière furtifs, pour livrer l'ogive nucléaire W80-1 à rendement variable. Bien que conçu à l'origine pour équiper le Rockwell B-1 Lancer, il a été décidé plus tard que seul le B-52 serait équipé de l'AGM-129 ACM. En mars 2007, l'USAF décide de retirer son complément d'AGM-129 ACM, conformément aux normes internationales de contrôle des armements et des traités, et donc de les remplacer par des missiles AGM-86 ALCM. Pour ce faire, l'USAF commence à transporter ses AGM-129 stockés à Minot vers la Barksdale Air Force Base en Louisiane par les B-52 pour le stockage final. Selon le numéro du 29 août 2007 du Washington Post, plus de 200 AGM-129 ont été expédiés de Minot à Barksdale de cette manière.

## Incident
Entre 8 et 9 heures (heure locale), le 29 août 2007, un groupe d'aviateurs de USAF a appelé l'équipage d'arrachement, est entré un des bunkers de stockage d'armes à Minot pour préparer les missiles AGM-129 ACM pour leur transport à Barksdale. Le jour du transport des missiles, la sixième des douze missions de transport prévues était constituée d'un B52 du 2d Bomb Wing assigné à Barksdale transportant des missiles équipées d'ogives inertes destinées à l'entrainement, avec six missiles par pylône et un pylône monté sous chaque aile. Quand les aviateurs sont entrés dans le bunker, six ogives actives étaient encore installées sur leurs missiles, et non remplacées par des têtes d'entrainement fictives. Une enquête ultérieure déterminera que l'erreur résulte du fait que le système de production électronique pour le suivi des missiles, « avait été remplacé en faveur d'un processus informel qui n'a pas identifié le pylône prêt pour le vol ». Les mécaniciens affectés à la gestion les missiles utilisaient des données erronées qui contenait des renseignements inexacts sur l'état des missiles. Les missiles initialement prévus pour le transport avaient été remplacés par des missiles dont les dates d'expiration de leurs composants était plus proches, ce qui était la procédure habituelle. Le changement dans les missiles avait été pris en compte sur les documents de transport, mais pas dans les documents utilisés pour les processus internes de coordination du travail dans le bunker.

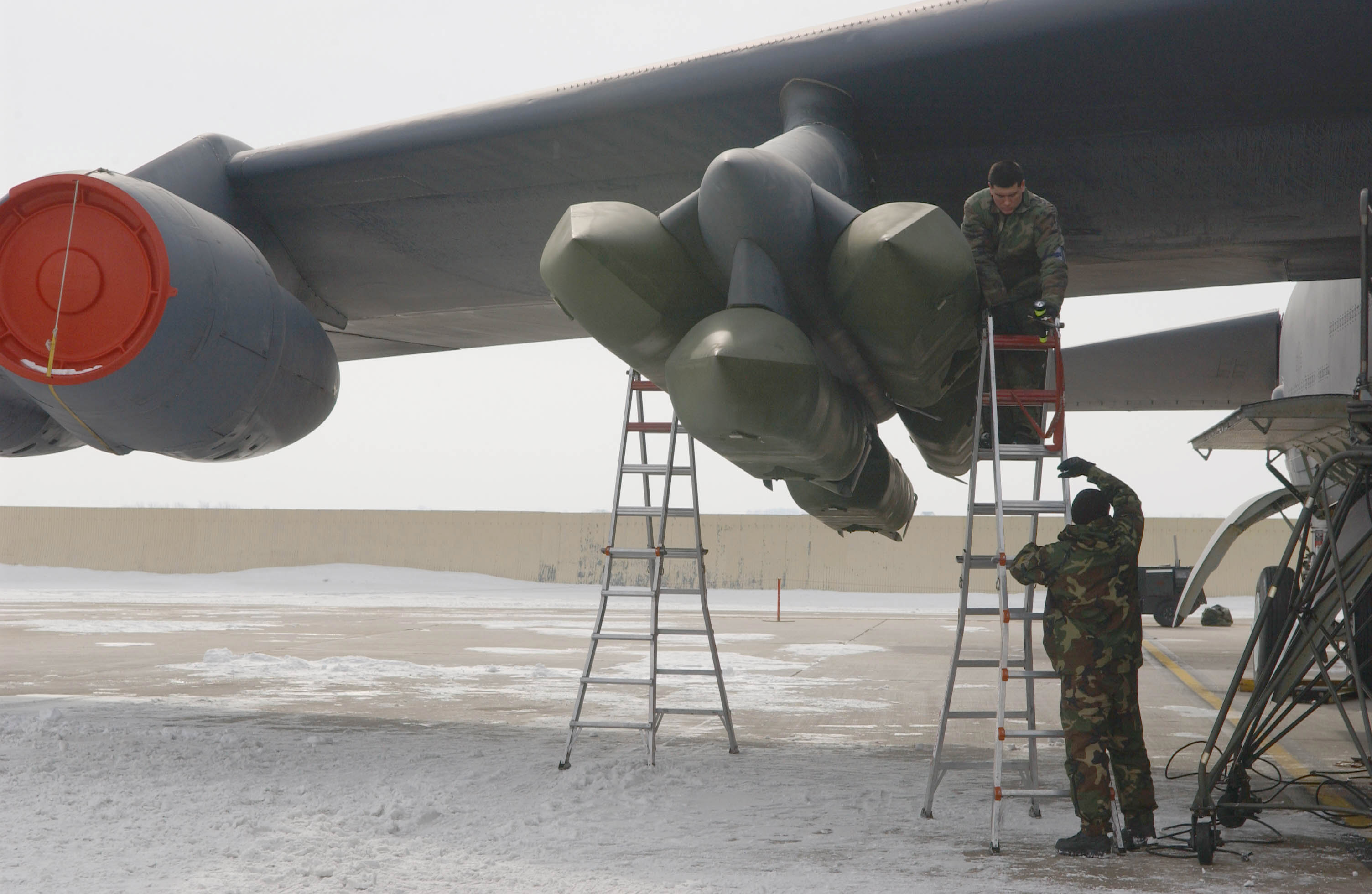
Un pylône AGM-129 chargé sur l'aile d'un B-52 à Minot.

Bien que l'équipage d'arrachement ait commencé à inspecter les missiles, une équipe de transport nouvellement arrivée a accroché les pylônes et les a remorqués sans inspecter ou faire en sorte que les missiles aient été inspectés ou dédouanés pour leur transport. Le centre de contrôle des munitions a omis de vérifier que le mât avait été inspecté et reçu l'autorisation pour son transport, et approuvé le pylône pour le chargement sur le B-52 à 9h25. Après avoir pris huit heures pour fixer les pylônes sur l'avion, l'avion avec les missiles chargés est alors resté parqué la nuit à Minot pendant 15 heures sans surveillance spéciale comme exigé pour des armes nucléaires. Le matin du 30 août, un des officiers de vol de l'avion de transport, un Barksdale-assigné B-52 le navigateur de radar d'instructeur a minutieusement inspecté les six missiles de l'aile droite seulement, qui avaient tous été correctement munis d'ogives d'entrainement, avant la signature du manifeste inscrivant la cargaison comme une douzaine de missiles AGM-129 non-armés. Le pilote du B-52 n'a pas fait de contrôle de vérification final avant de partir de Minot.
Le B-52 a quitté Minot à 8 h 40 et a atterri à Barksdale à 11 h 23 (heures locales) le 30 août. L'avion est resté stationné et sans surveillance spéciale jusqu'à 20 h 30, quand une équipe de manutention est venue pour enlever les missiles. Après qu'un membre de l'équipe de manutention ait remarqué quelque chose d'inhabituel sur certains des missiles, à 22 heures, un superviseur « sceptique » a déterminé que les ogives nucléaires étaient présentes, a ordonné de les sécuriser et a signalé l'incident, 36 heures après que les missiles aient été sortis de leur bunker à Minot.

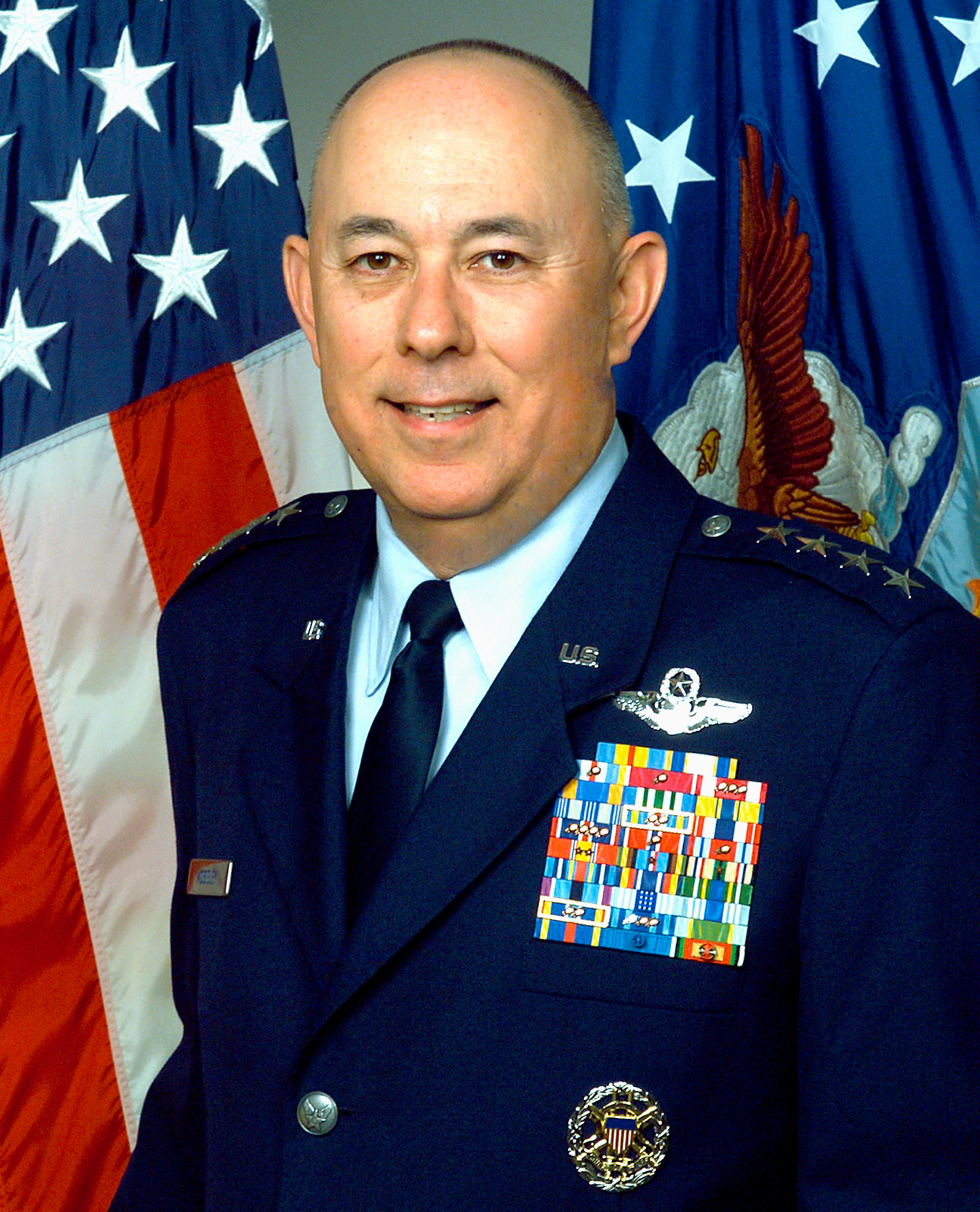
Général T. Michael Moseley, chef du personnel de l'US Air Force au moment de l'incident.

L'incident a été signalé à la National Military Command Center comme un incident « BENT SPEAR », ce qui indique un incident d'arme nucléaire qui est une préoccupation importante, mais n'implique pas une menace immédiate de guerre nucléaire (Pinnacle - Nucflash), la détonation accidentelle, ou de graves dommages causés à une arme nucléaire (Pinnacle - Broken Arrow). Le général T. Michael Moseley, chef d'état-major de l'Air Force, a rapidement appelé le secrétaire à la Défense des États-Unis, Robert Gates, le 31 août pour l'informer de l'incident. Gates a demandé des mises à jour quotidiennes concernant l'enquête et a informé le président Bush au sujet de l'incident. L'US Air Force n'a pas encore officiellement désigné quel type d'incident s'est effectivement produit, BENT SPEAR ou autre. L'incident a été le premier de son genre en 40 ans aux États-Unis et a plus tard été décrit par les médias comme « l'une des pires brèches dans la sécurité des armes nucléaires des États-Unis au cours des dernières décennies. »

## Réponse du gouvernement américain
L'US Air Force et le ministère de la Défense ont d'abord décidé de dissimuler l'incident, en partie parce à cause de la politique de l'US Air Force de ne pas commenter sur le stockage ou la circulation des armes nucléaires et une apparente conviction que l'incident n'aurait pas généré beaucoup d'inquiétude du public. En fait, le rapport d'incident initial DoD contenait la déclaration, « Aucun intérêt de presse prévu. » Les détails de l'incident ont ensuite été cachés par des agents du DoD inconnus du journal Military Times, qui a publié un petit article sur l'incident le 5 septembre 2007.
En réponse, un briefing de news le 5 septembre au Pentagone par le secrétaire de presse, Geoff Morrell a déclaré que, à aucun moment le public n'était en danger et que le personnel militaire avait la garde des armes à tout moment. L'US Air Force a annoncé que dans les jours suivant l'incident, l'US Air Force de Minot, le commandant d'escadron de munitions ont finalement discipliné 25 aviateurs. Le major-général de l'US Air Force, Doug Raaberg, a été autorisé par le général Keys à mener une enquête sur l'incident. L'inventaire des ogives nucléaires de l'US Air Force a été vérifié pour s'assurer que toutes les ogives ont été comptabilisées. En outre, le DoD a annoncé qu'un Pentagone nommé « comité consultatif scientifique », appelé le Defense Science Board, serait d'étudier l'incident dans le cadre d'un examen, plus des procédures de maniement des armes nucléaires. Le 28 septembre, l'USAF a annoncé que le Général Keys prenait sa retraite et sera replacé en tant que commandant de la cotation assistée en continu par le général John Corley, actif le 2 octobre.

Micheal Waynne, secrétaire à la Force aérienne des États-Unis et le major-généralU, Richard Newton se mettant au courant des résultats de l'enquête de l'US Air Force à propos de l'incident au Pentagone le 19 octobre 2009.

Le 19 octobre 2007, le secrétaire américain de l'US Air Force, Michael Wynne et le major-général de l'US Air Force, Richard Newton, le chef de cabinet adjoint pour les opérations, les plans, et les exigences, ont annoncé les résultats du rapport d'enquête, affirmant que, « il y a eu une érosion de l'adhésion à des normes au maniement des armes à Minot Air Force Base et à Barksdale Air Force Base » et que « un nombre limité d'aviateurs sur les deux sites n'ont pas suivi les procédures ». Le colonel Emig, le commandant de la « Bomb Wing 5 », le colonel Cynthia Lundell, le 5e commandant du groupe de maintenance à Minot, et le colonel Todd Westhauser, le 2e commandant de Barksdale Groupe des opérations, et quatre hauts-officiers du 5e escadron de guerre « ont reçu l'action administrative » et ont été relevés de leurs commandes ou positions et ensuite réaffectés. Tout le personnel « 5th Bomb Wing » a été dépouillé de leurs certifications pour gérer du nucléaire et autres armes sensibles, et de procéder à « des missions spécifiques ». Soixante-cinq aviateurs de rangs divers ont perdu leurs certifications du personnel du programme de fiabilité. Des services de traversiers tactiques ont été suspendus. Les bureaux des principaux inspecteurs généraux de toutes les commandes de l'USAF qui traitent des armes nucléaires ont été chargés de conduire immédiatement les « Inspections de Caution Nucléaires Limitées (ICNL) à chaque unité de capacité nucléaire », sous la surveillance de la Defense Threat Reduction Agency.
Le nouveau commandant du CAC, le général Corley, a renvoyé l'affaire au lieutenant-général de l'USAF, Seip Norman, commandant de 12e Air Force, comme une autorité de convocation de cour martiale afin de déterminer si des frais supplémentaires ou des actions seraient prises contre tout membre du personnel impliqués dans le incident. Plus tard, Seip a clos l'enquête sans recommander de poursuites pénales contre toute personne en cause.
Le chef d'état-major de l'USAF retraité, le général Welch Larry, a été demandé par Gates, qui aurait censément soulevé des problèmes avec des responsables de l'USAF que l'enquête originale puisse avoir injustement limité le blâme aux officiers de niveaux intermédiaires, mener le comité consultatif du Conseil de Science de Défense qui étudierait l'infortune comme la partie d'un plus grand examen de procédures et des politiques pour manipuler des armes nucléaires. En outre, l'USAF a affrété un « examen Blue Ribbon », présidé par le major-général de l'US Air Force, Peyer Polly et composé de 30 membres du personnel supplémentaires pour « faire des recommandations sur comment nous pouvons améliorer la capacité de la Force aérienne en toute sécurité et exécuter notre responsabilité d'armes nucléaires ». En outre, le Congrès américain a demandé que le DoD et le United States Department of Energy procèdent à un examen de bas en haut des procédures nucléaires.

## Conséquences

### Actions de l'US Air Force

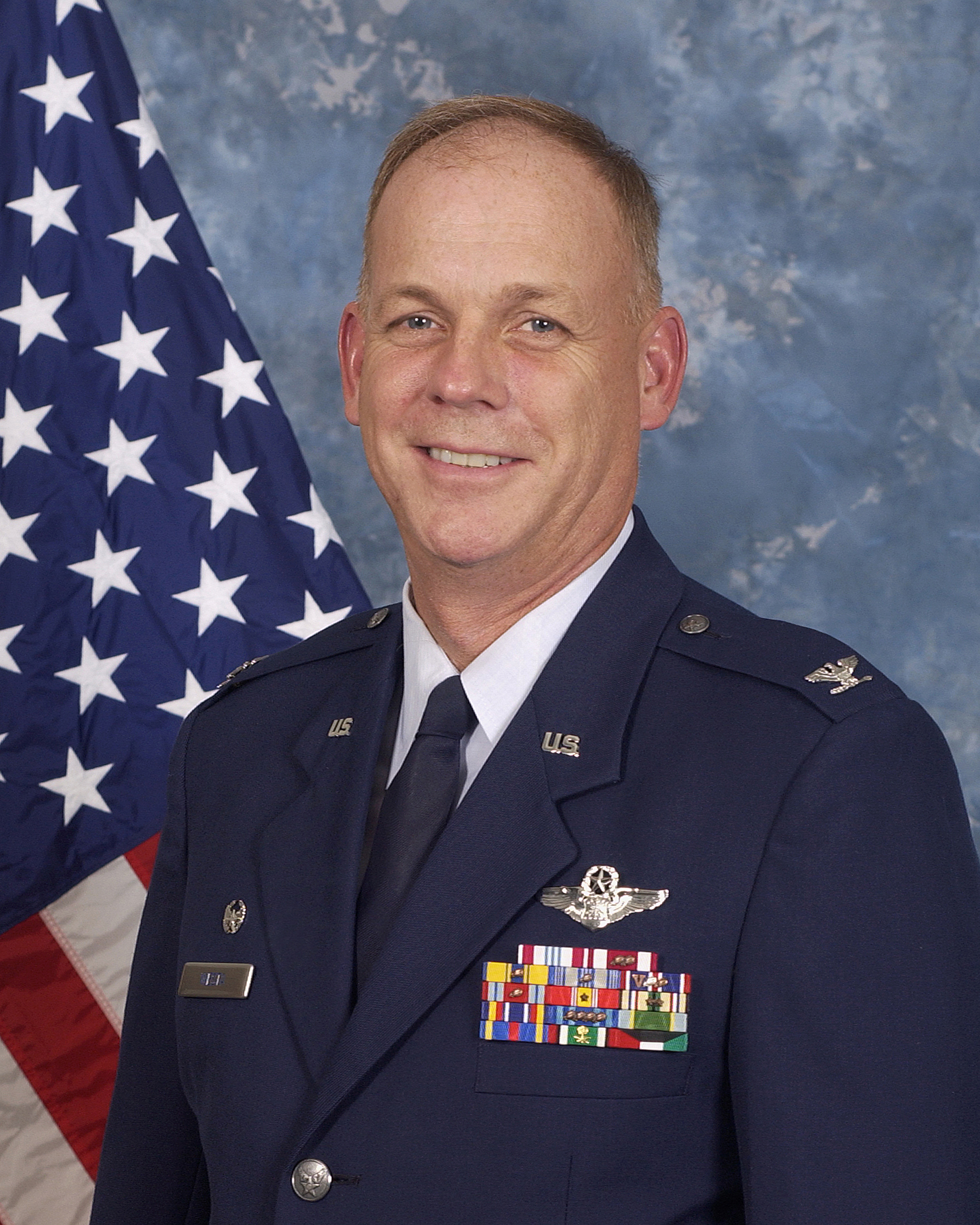
Colonel Joel Westa est devenu le nouveau commandant de la « Bomb Wing » en même temps que l'incident.

Le 24 octobre 2007, le secrétaire à la Force aérienne, Waynne, a dit au House Armed Services Committee qu'il croyait que la « 5th Bomb Wing » pourrait être certifiée et reprendre le convoi des missiles de croisière AGM-129 à Barksdale pour la retraite. Il n'a pas fourni de calendrier pour ce processus de recertification. Le 1er novembre 2007, le colonel Joel Westa a pris les commandes de la « 5th Bomb Wing ». Le même jour, le général Keys prit sa retraite de l'US Air Force.
Le personnel de la flotte de la « 2d Bomb Wing » a pris provisoirement le relais des tâches de maintenance de l'arsenal nucléaire de Minot jusqu'à ce que le « 5th Bomb Wing » puisse être recertifiée. Une inspection nucléaire de sureté (INS), nécessaire à la recertification, initialement prévue pour la « 5th Bomb Wing » le 23 janvier 2008. Une autre INS a été faite le 29 mars et Corley recertifié le 31 mars 2008. Une INS complète avait été programmée pour le mois de mai 2008. L'aile avait besoin de retrouver sa certification afin de maintenir l'INS complète, disait le major Elizabeth Ortiz, un porte-parole de Minot. Les unités de manutention des armes nucléaires doivent passer les INS tous les 18 mois afin de conserver leurs certifications.
L'US Air Force a émis une nouvelle politique de directive concernant le maniement des armes nucléaires et des vecteurs, qui interdit le stockage de matières nucléaires et non-nucléaires des armes armées dans la même installation de stockage. La directive indique en outre que toutes les munitions non-nucléaires et les missiles doivent être étiquetés avec des pancartes indiquant clairement qu'ils ne sont pas dotés d'ogives nucléaires. Les « Wing commanders » sont à présent chargés d'approuver tout mouvements des armes nucléaires à partir de zones de stockage d'armes et doivent désigner une seule personne comme un agent de munitions système de responsabilisation et de garde des armes. Toutes les unités qui traitent des armes nucléaires doivent établir une liste d'inspection visuelle coordonnée. La politique ordonne que les aviateurs chargés de la manutention ou le maintien des armes nucléaires ne peuvent pas être en service pendant plus de 12 heures, sauf en cas d'urgence. Leur période de service peut être étendu à un maximum de 16 heures. The USAF has since instituted a program of surprise inspections at nuclear-armed bases.

### Rapports d'examen

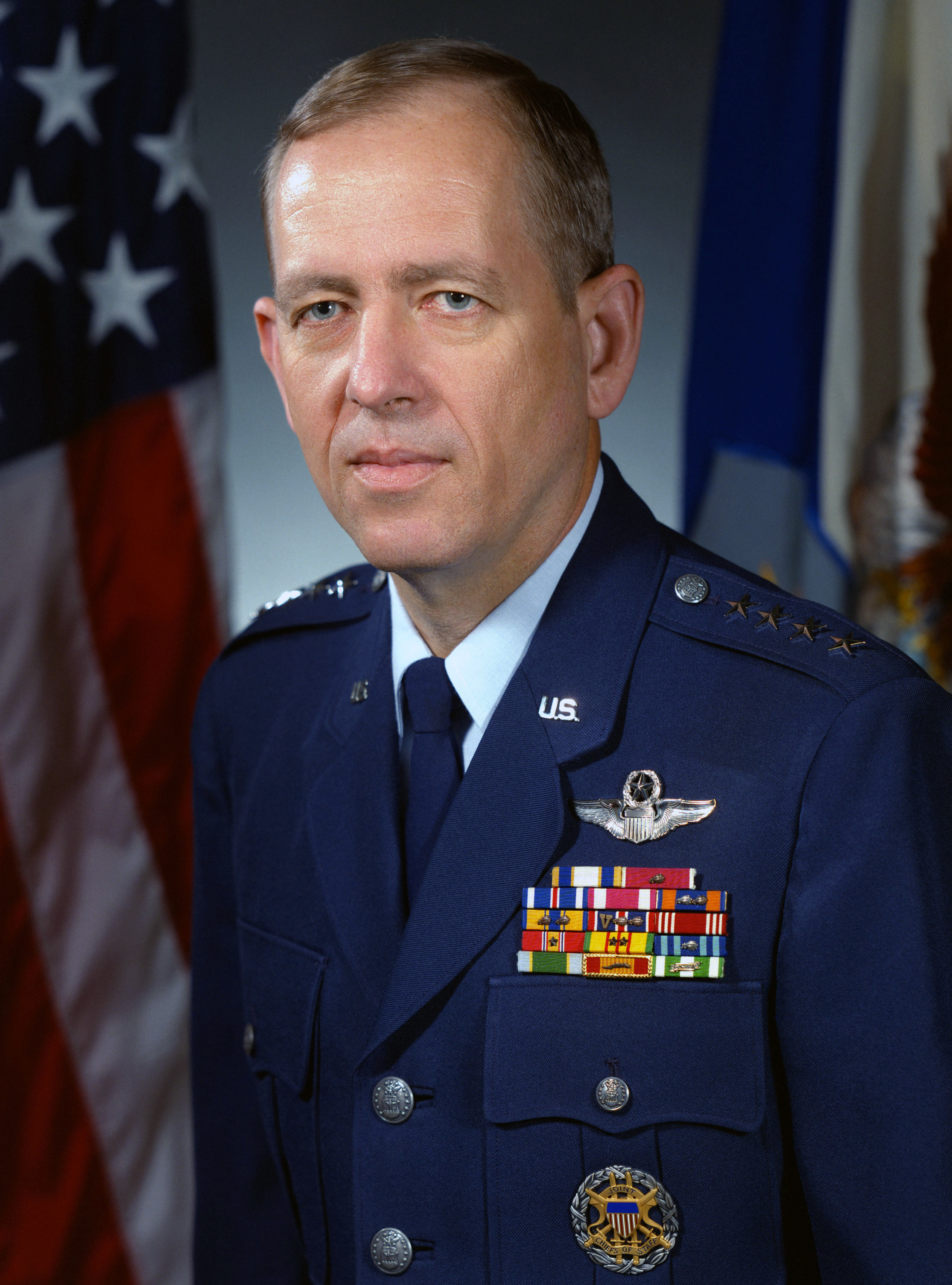
Larry Welch en 1984.

Welch et Peyer ont informé des résultats de leurs examens avant la Comité des forces armées du Sénat des États-Unis le 12 février 2008. En plus de Welch et Peyer, le lieutenant-général, Daniel Darnell, le chef d'état-major d'Adjoint de l'US Air Force, l'espace et les opérations d'information et le major général Raaberg a témoigné et répondu aux questions des membres du Comité sénatorial. Lors de l'audience, M. Welch a déclaré que, « les unités militaires chargées de traiter les bombes ne sont pas correctement inspectées et, par conséquent, peuvent ne pas être prêtes à s'acquitter de leurs missions ». Il a ajouté : « Si vous regardez tous les domaines et tous les moyens que nous avons à stocker et à manipuler ces armes afin d'effectuer la mission, il faut juste, croyons-nous, plus de ressources et plus d'attention qu'ils obtiennent ». Welch a conclu que la combinaison des forces du DoD avec des organisations non nucléaires et nucléaires a conduit à « Les niveaux manifestement réduits de direction dont se concentrent quotidiennement sont l'entreprise nucléaire et une dévaluation générale de la mission nucléaire et ceux qui exécutent la mission ». Néanmoins, ni Welch, ni les rapports de Peyer n'ont trouvé des failles avec la sécurité des armes nucléaires des États-Unis.
En répondant aux rapports de Welch et Peyer, les officiels de l'US Air Force ont déclaré qu'ils mettaient déjà en œuvre beaucoup de recommandations contenues dans les rapports, mais ont ajouté que des règlements existants dirigeant des procédures nucléaires étaient satisfaisants. Pendant son témoignage avant que le comité de sénat, Darnell, n'ait déclaré que « la part de l'Air Force de dissuasion nucléaire est du son et nous prendrons chaque mesure nécessaire de fournir le coffre-fort, la caution nucléaire sécurisée, fiable, au public américain ».

### Inspections, démissions, et autres mesures disciplinaires
L'inspection nucléaire de sureté complète de Minot Minot's full NSI prend place et commence le 17 mai 2008, et a été menée par les inspecteurs de l'Agence de réduction de menace de défense (ARMD) et l'US Air Force « Air Combat Command » (ACC). Le 25 mai, l'ARMD a émis la « 5th Bomb Wing » une cote « insatisfaisante », la cote la plus basse possible depuis l'inspection. La 5th a passé l'inspection en neuf sur dix domaines, mais a raté dans le domaine de la sécurité nucléaire. Après l'inspection, Westa a commencé à ce que « globalement, leur évaluation a effacé d'un tableau certaines choses dont nous avons besoin pour travailler dans les domaines de la formation et de la discipline ». La commandant d'escadron de forces de sécurité de la « 5th Bomb Wing » lieutenant-colonel John Worley, a été remplacé par lieutenant-colonel Stephen Weaver le 16 juin 2008. Malgré le défaut de l'inspection, la « wing » a gardé sa certification nucléaire. Hans Kristensen, directeur de la Nuclear Information Project à la Federation of American Scientists à propos du problème de la « 5th » a déclaré, « C'est à se demander ce qui se passe ailleurs, comme les armes nucléaires stationnées sur les bases d'outre-mer, à Barksdale Air Force Base et Whiteman Air Force Base. Minot passed the follow-up inspection on August 15, 2008. »

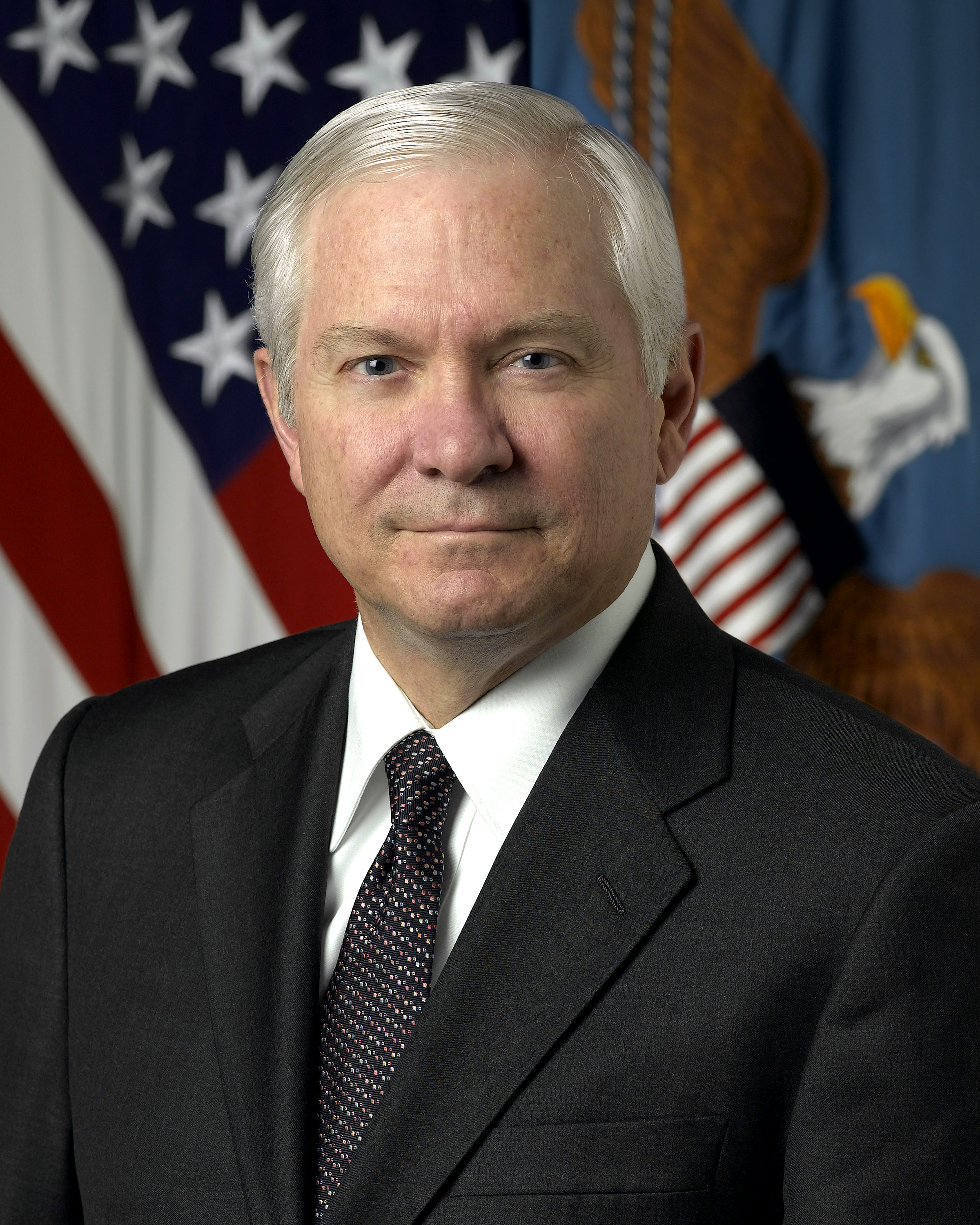
Robert Gates

Le 5 juin 2008, Robert Gates a annoncé les résultats d'une investigation du misshipment de quatre assemblées de véhicule de rentrée de section en avant MK-12 à Taïwan. L'investigation, dirigée par l'amiral Kirkland H. Donald, directeur de l'US Naval Propulsion, a montré que l'incident des missiles de Taïwan était, d'après Gates « une dégradation de l'autorité, des normes d'excellence et de compétence technique au sein de la nation ICBM en vigueur. Semblable à l'attentat spécifique d'août 2007, à Minot-Barksdale l'accident nucléaire de transfert d'armes, de la baisse des missions nucléaires et de la performance de l'Air Force » et que « l'enquête a identifié des points communs entre l'incident d'août 2007 de Minot et cet événement [taïwanais]. » Dans ce reportage, Donald a déclaré que les problèmes identifiés par son enquête étaient, « le signe d'un déclin global dans l'air d'armes nucléaires d'intendance Force, un problème qui a été identifié, mais pas traité efficacement plus d'une décennie. Tant l'accident nucléaire de transfert d'armes de Minot-Barksdale et le misshipment Taïwanais, bien que différents dans les détails, ces événements ont une origine commune : l'érosion progressive des normes nucléaires et un manque de surveillance efficace par la direction de l'US Air Force ».
À la suite de l'enquête, Gates a annoncé qu'« un nombre important d'agents de l'USAF et de colonels ont été identifiés comme potentiellement soumis à des mesures disciplinaires, allant de l'enlèvement de commande pour des lettres de réprimande », et qu'il avait accepté les démissions du secrétaire à la Force aérienne, Michael Wynne et le chef d'état-major de l'USAF, Michael Moseley. Gates a ajouté qu'il avait demandé à James R. Schlesinger pour diriger une force de travail de haut niveau, de recommander des améliorations dans la gestion et le fonctionnement des armes nucléaires, des véhicules de livraison et de composants sensibles par le ministère de la Défense. Les membres du groupe de travail provenaient de la « Defense Policy Board » et le « Defense Science Board ».
Le 13 septembre 2008, Gates a annoncé des recommandations du groupe de travail de Schlesinger en appelant l'USAF à placer toutes les armes nucléaires sous un commandement unique. Le groupe de travail a suggéré que le nouveau commandement serait appelé « Air Force Strategic Command », qui remplacerait l'actuel Air Force Space Command, et de le rendre responsable de la mission nucléaire. Il a également appelé à tous les bombardiers de l'USAF pour qu'ils soient placés sous un commandement unique. En outre, le groupe de travail a recommandé que l'US Air Force déplace 1 500 à 2 000 aviateurs supplémentaires dans des emplois du domaine nucléaire. Gates a annoncé que par intérim le secrétaire à la Force aérienne Michael B. Donley et le chef d'état-major général Norton A. Schwartz ont été « l'examen de recommandations » des mesures disciplinaires contre des agents de l'US Air Force ayant déjà participé à la mission nucléaire. Le groupe de travail a trouvé un « sans ambiguïté, le déclin dramatique et inacceptable dans l'engagement de l'armée de l'air pour effectuer la mission nucléaire et, jusqu'à très récemment, peu a été effectué pour inverser la tendance ».
Le 25 septembre 2008, le département de la Défense des États-Unis a annoncé que six généraux de l'USAF, deux généraux de l'armée et neuf colonels avaient reçu des lettres de réprimande. Deux généraux majeurs de l'USAF ont été invités à rester dans leur position actuelle et les autres, à la retraite, ou alors été démis de leurs fonctions. Chief of Staff of the United States Air Force Norton Schwartz a rencontré personnellement chacun des agents avant d'émettre les lettres. Il a noté qu'ils n'avaient commis aucune infraction en vertu de l'UCMJ, mais « ne font pas assez pour s'acquitter de leurs responsabilités de la direction pour la surveillance nucléaire » et que « pour qu'ils doivent être tenus pour responsables. » L'US Air Force a déclaré que la discipline était en réponse au faux-envoi de l'énergie nucléaire d'une fusée à Taïwan, et non pas de l'incident de Minot des armes nucléaires.
Un de ceux réprimandé était le lieutenant général Kevin Sullivan, chef adjoint d'état-major de l'USAF pour la logistique et les installations et pour soutenir la mission au Pentagone. Sullivan a pris sa retraite du grade de major général en novembre 2008. Le lieutenant-général Michael Hamel, commandant de la Space and Missile Systems Center, a reçu une lettre de réprimande et pris également sa retraite en novembre 2008. Le major-général, Roger Burg, commandant de la 20th USAAF, le major-général, Kathleen Fermer, commandant de la Ogden Air Logistics Center, le général de brigade François Bruno, directeur de la logistique, Air Force Materiel Command, et le général de brigade Arthur Cameron III, le directeur de l'intégration des ressources de l'USAF, ont également reçu des lettres de réprimande.
En novembre 2008, le 341st Missile Wing à Malmstrom Air Force Base était négatif à l'inspection nucléaire de sûreté. Le 90th Missile Wing à F. E. Warren Air Force Base, a également été négatif l'inspection nucléaire de sûreté un mois plus tard. En novembre 2009 à Kirtland Air Force Base du 377th Air Base Wing, commandé par le colonel Michael Duvall S., et 498th Nuclear Systems Wing, commandé par le colonel Richard Stuckey M., ont été négatifs à leurs inspections nucléaires de sûreté.
Le 30 octobre 2009, Westa a été soulagé en tant que commandant de la « 5th Bomb Wing » par le major-général Floyd Carpenter L., commandant de la « 8th Air Force ». Carpenter a déclaré que Westa a été revécu en raison de son « incapacité à promouvoir une culture de l'excellence, un manque de concentration sur la mission stratégique et un rendement inférieur au cours de plusieurs inspections de sûreté nucléaire, y compris le 69e escadron de bombe nouvellement activé. »
Le 8 janvier, le groupe de travail de Schlesinger a publié son rapport quant à la gestion du DoD global de la mission d'armes nucléaire du pays. Le rapport a critiqué le DoD pour un manque de concentration et de surveillance de ses armes nucléaires et il a recommandé que le DoD crée un nouveau poste de secrétaire adjoint pour surveiller sa gestion nucléaire. Le groupe de travail a constaté que dans le DoD, que le United States Navy gérait efficacement son arsenal nucléaire.

### Nouvelle commande

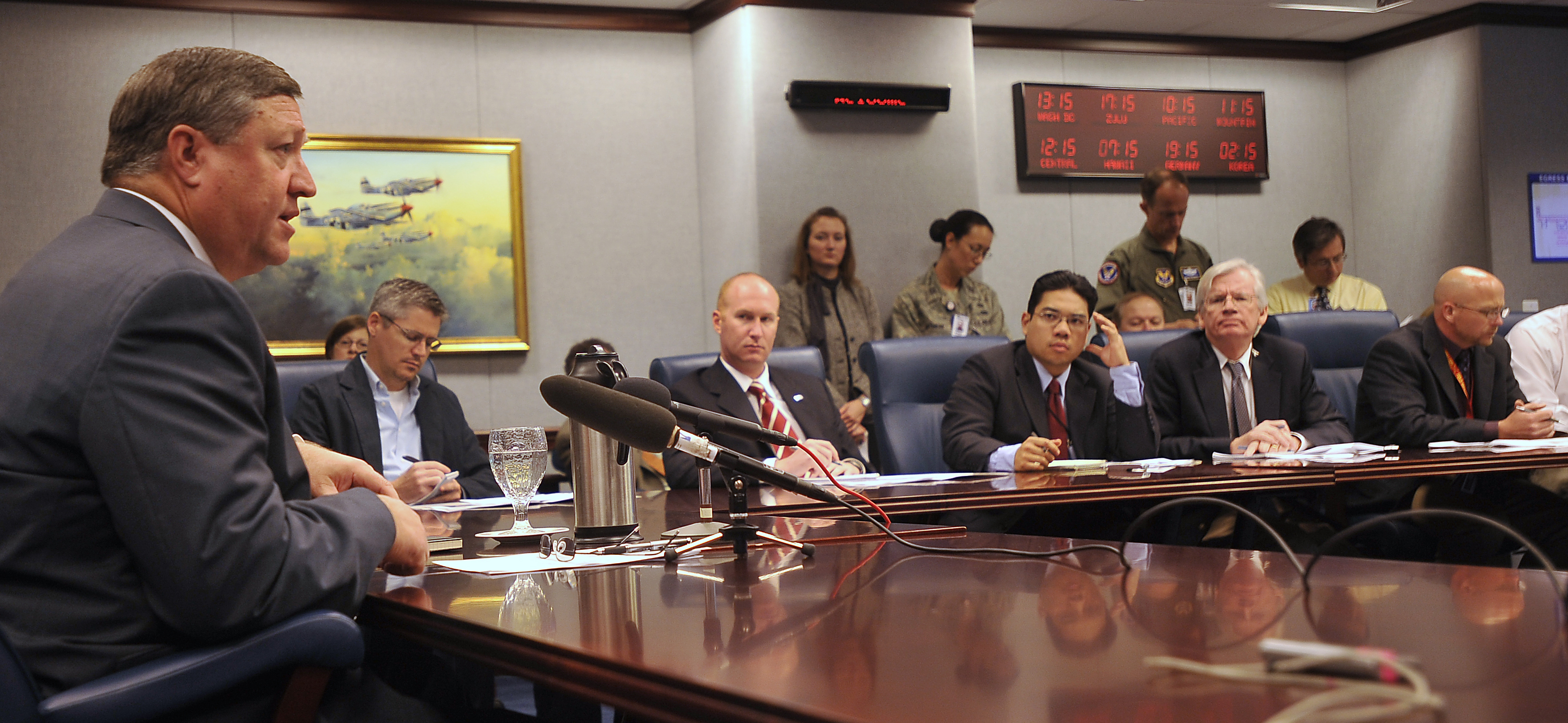
Le secrétaire à la Force aérienne des États-Unis, Michael Donley discute la création de l'Air Force Strike Command Global avec des représentants médiatiques au Pentagone le 24 octobre 2008.

Le 24 octobre 2008, le nouveau secrétaire à la Force aérienne, Michael Donley, a annoncé la création de l'Air Force Strike Command Global. Le nouveau centre de commandement est devenu opérationnelle le 7 août 2009. La responsabilité des missiles nucléaires intercontinentaux de l'US Air Force a été remise au nouveau centre de commandement. Barksdale Air Force Base a été choisie comme emplacement du siège du nouveau commandement,. Un général trois étoiles dirige le centre de commandement, lequel contrôle tous les bombardiers nucléaires de l'USAF, les missiles et le personnel.

### Articles
- Fred W., III, Baker, « Air Force Relieves Commanders Involved in Nuclear Weapons Incident » [archive du 14 novembre 2007], GlobalSecurity.org, 19 octobre 2007 (consulté le 23 octobre 2007)
- Cindy Dorfner, « After four decades, General Keys calls it a career »(Archive.org • Wikiwix • Archive.is • Google • Que faire ?), www.af.mil, 28 septembre 2007 (consulté le 20 novembre 2007)
- Gerry J. Gilmore, « Air Force Investigates Alleged Nuke Transfer, Pentagon Spokesman Says » [archive du 13 octobre 2007], Defenselink, 6 septembre 2007 (consulté le 23 octobre 2007)
- Michael Hoffman, « Wing decertified, COs sacked for nuke mistake »(Archive.org • Wikiwix • Archive.is • Google • Que faire ?), Air Force Times, 21 octobre 2007 (consulté le 23 octobre 2007)
- Michael Hoffman, « New nuke-handling procedures issued »(Archive.org • Wikiwix • Archive.is • Google • Que faire ?), Military Times, 26 janvier 2008 (consulté le 27 janvier 2008)
- Michael Hoffman, « 237 nuke handling deficiencies cited since 2001 »(Archive.org • Wikiwix • Archive.is • Google • Que faire ?), Military Times, 12 février 2008 (consulté le 13 février 2008)
- Michael Hoffman, « Generals grilled on Minot nuclear mishap »(Archive.org • Wikiwix • Archive.is • Google • Que faire ?), Military Times, 13 février 2008 (consulté le 14 février 2008)
- Michael Hoffman, « Minot's 5th Bomb Wing flunks nuclear inspection » [archive du 3 juin 2008], Military Times, 30 mai 2008 (consulté le 1er juin 2008)
- Michael Hoffman, « Minot nuke handlers pass re-inspection »(Archive.org • Wikiwix • Archive.is • Google • Que faire ?), Military Times, 16 août 2008 (consulté le 18 août 2008)
- Erik Holmes, « Minot bomb wing gets new commander Thursday »(Archive.org • Wikiwix • Archive.is • Google • Que faire ?), Air Force Times, 30 octobre 2007 (consulté le 31 octobre 2007)
- James MacPherson, « Minot chief sets bar high after nuke gaffe »(Archive.org • Wikiwix • Archive.is • Google • Que faire ?), Associated Press, 4 février 2008 (consulté le 5 février 2008)
- Military Times, « Moseley and Wynne forced out » [archive du 15 juin 2008], Military Times, 6 juin 2008 (consulté le 6 juin 2008)
- Walter Pincus, « 4 Colonels Lose Their Air Force Commands », Washington Post,‎ 20 octobre 2007 (lire en ligne, consulté le 21 octobre 2007)
- Walter Pincus, « Air Force Alters Rules for Handling of Nuclear Arms », Washington Post,‎ 25 janvier 2008 (lire en ligne, consulté le 26 janvier 2008)
- (en) Monique Randolph, « Air Force Releases B-52 Munitions Transfer Investigation Results », sur defense-aerospace, 19 octobre 2007 (consulté le 23 octobre 2015)
- Thomas E. Ricks et Joby Warrick, « Tough Punishment Expected for Warhead Errors », Washington Post,‎ 18 octobre 2007 (lire en ligne, consulté le 16 octobre 2007)
- Thom Shanker, « 2 Leaders Ousted From Air Force in Atomic Errors », New York Times,‎ 6 juin 2008 (lire en ligne [archive du 9 juin 2008], consulté le 6 juin 2008)
- Peter Spiegel, « Chain of errors blamed for nuclear arms going undetected », Los Angeles Times,‎ 20 octobre 2007 (lire en ligne, consulté le 20 octobre 2007)
- Peter Spiegel, « U.S. Nuclear Focus Has Dimmed, Studies Find », Los Angeles Times,‎ 13 février 2008 (lire en ligne [archive du 16 février 2008], consulté le 14 février 2008)
- Barbara Starr, « Air Force officers relieved of duty over loose nukes », Cable News Network,‎ 19 octobre 2007 (lire en ligne [archive du 21 octobre 2007], consulté le 20 octobre 2007)
- (en) Thomas J. Doscher, « General Fraser takes command of ACC »(Archive.org • Wikiwix • Archive.is • Google • Que faire ?), sur The Official Website of the Nellis Air Force Base, 11 septembre 2009 (consulté le 23 octobre 2015)
- Office of the Assistant Secretary of Defense (Public Affairs) United States Department of Defense (USDoD), « DoD Press Briefing with Maj. Gen. Newton from the Pentagon, Arlington, Va. » [archive du 23 octobre 2007] [Transcript], DefenseLink, 19 octobre 2007 (consulté le 21 octobre 2007)
- Office of the Assistant Secretary of Defense (Public Affairs) United States Department of Defense (USDoD), « DoD News Briefing with Secretary Gates from the Pentagon » [archive du 6 juin 2008] [Transcript], DefenseLink, 5 juin 2008 (consulté le 6 juin 2008)
- Joby Warrick et Walter Pincus, « Missteps in the Bunker », Washington Post,‎ 23 septembre 2007 (lire en ligne, consulté le 24 septembre 2007)

### Pour aller plus loin
- (en) James N. Gibson, Nuclear Weapons of the United States : An Illustrated History, Schiffer Publishing, 2000, 236 p. (ISBN 0-7643-0063-6)
- Theodore Liolios, « Broken Arrows: (the Minot USAF base nuclear weapons incident) » [archive du 4 mars 2009], Hellenic Arms Control Center, janvier 2008 (consulté le 2008)
- Bill, et Kerry Cassidy Ryan, « Project Camelot in tribute: 9 Minot and Barksdale AFB Airmen, 2007 » [archive du 28 mars 2008], Project Camelot, 29 octobre 2007 (consulté le 13 mars 2008)